# Bogoran (Sapuran)
Bogoran is een bestuurslaag in het regentschap Wonosobo van de provincie Midden-Java, Indonesië. Bogoran telt 1777 inwoners (volkstelling 2010).